# Rick Merlo
Rick Merlo (Fresno, 5 agosto 1982) è un pallanuotista statunitense, vincitore di una medaglia d'argento ai giochi olimpici di Pechino 2008.